# Austropsopilio cygneus
Austropsopilio cygneus − gatunek kosarza z podrzędu Eupnoi i rodziny Caddidae.

## Występowanie
Gatunek jest endemiczny dla Australii.